# Kaap Recife
Kaap Recife (Afrikaans: Kaap Recife; Engels: Cape Recife; Portugees: Cabo de Recife) is geografisch gezien het zuidoostelijkste punt van Afrika en het zuidelijkste punt van de Algoabaai. De kaap ligt 15 kilometer ten zuiden van de Zuid-Afrikaanse stad Port Elizabeth, op 34°01'S 25°42'E.
De naam 'Recife' is Portugees voor "rif", en verwijst naar de talrijke riffen waarop veel schepen zijn gestrand. De historische vuurtoren is gebouwd in 1849 en bevindt zich in het natuurreservaat Kaap Recife. Net ten noorden ligt de Nelson Mandela-universiteit.
Kaap Recife is populair bij surfers en duikers. De warme Agulhasstroom stroomt langs de kaap.
In 1973 werd het 366 ha grote natuurreservaat Kaap Recife gesticht.

## Foto's

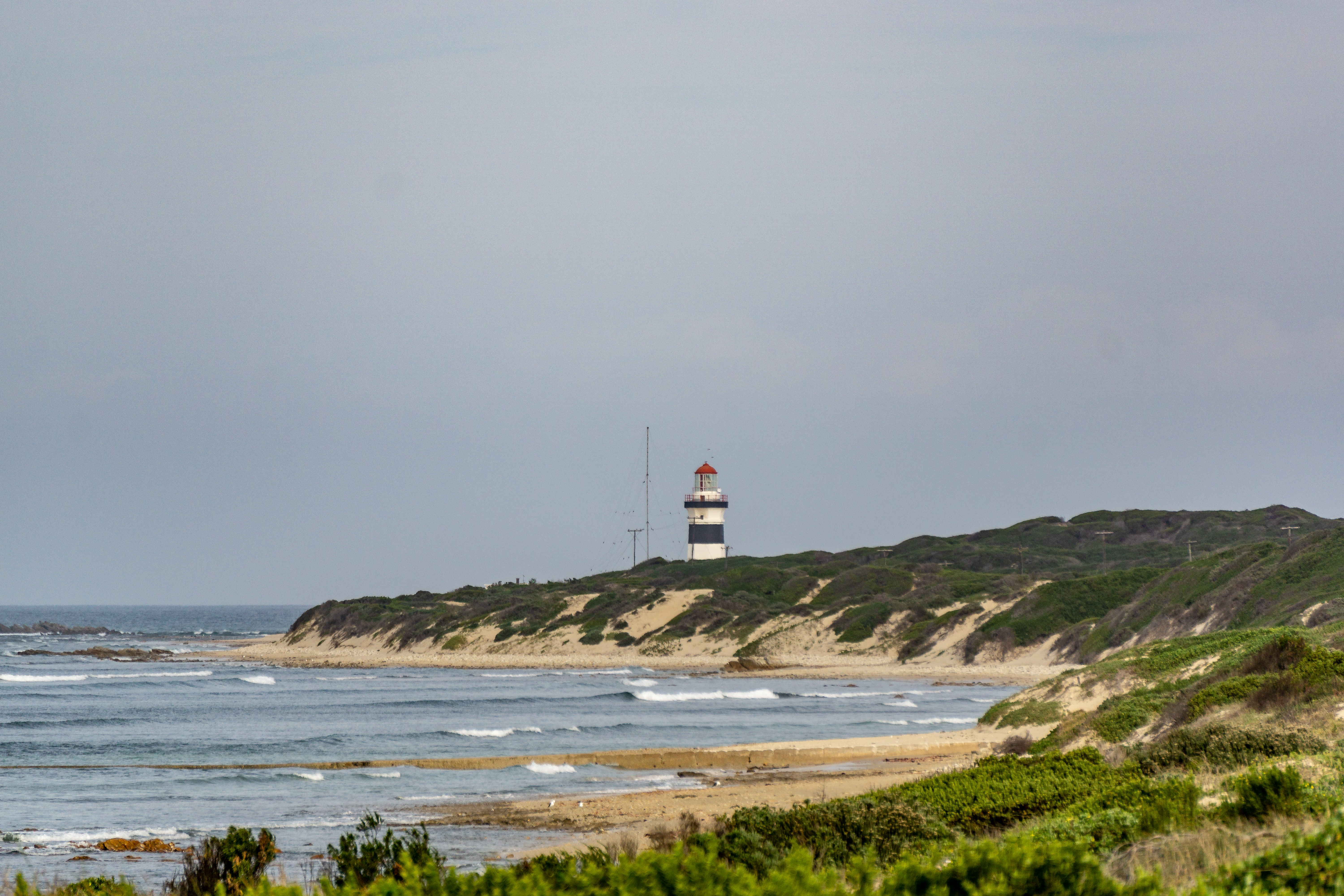
Panorama rond Kaap Recife
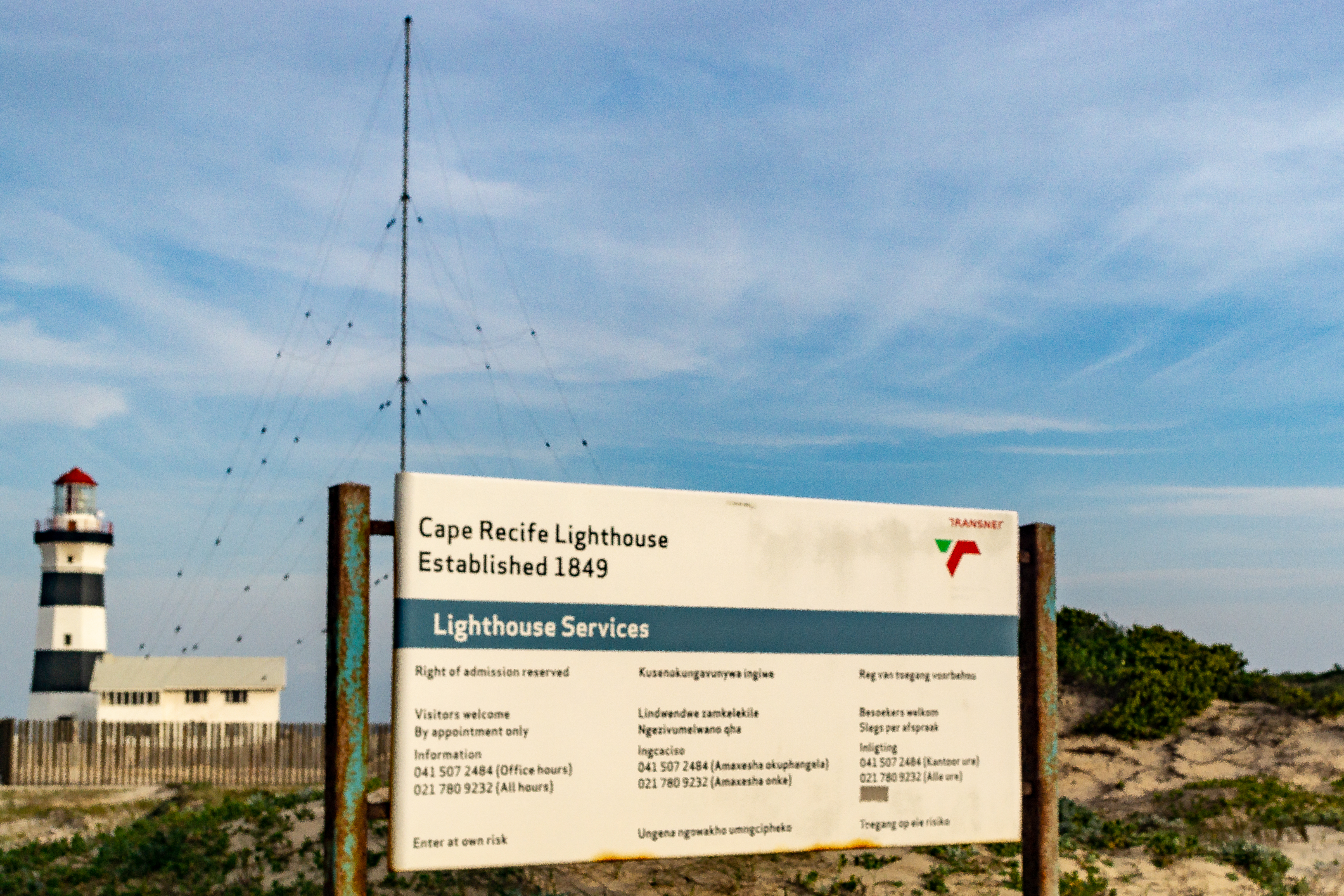
Kaap Recifevuurtoren
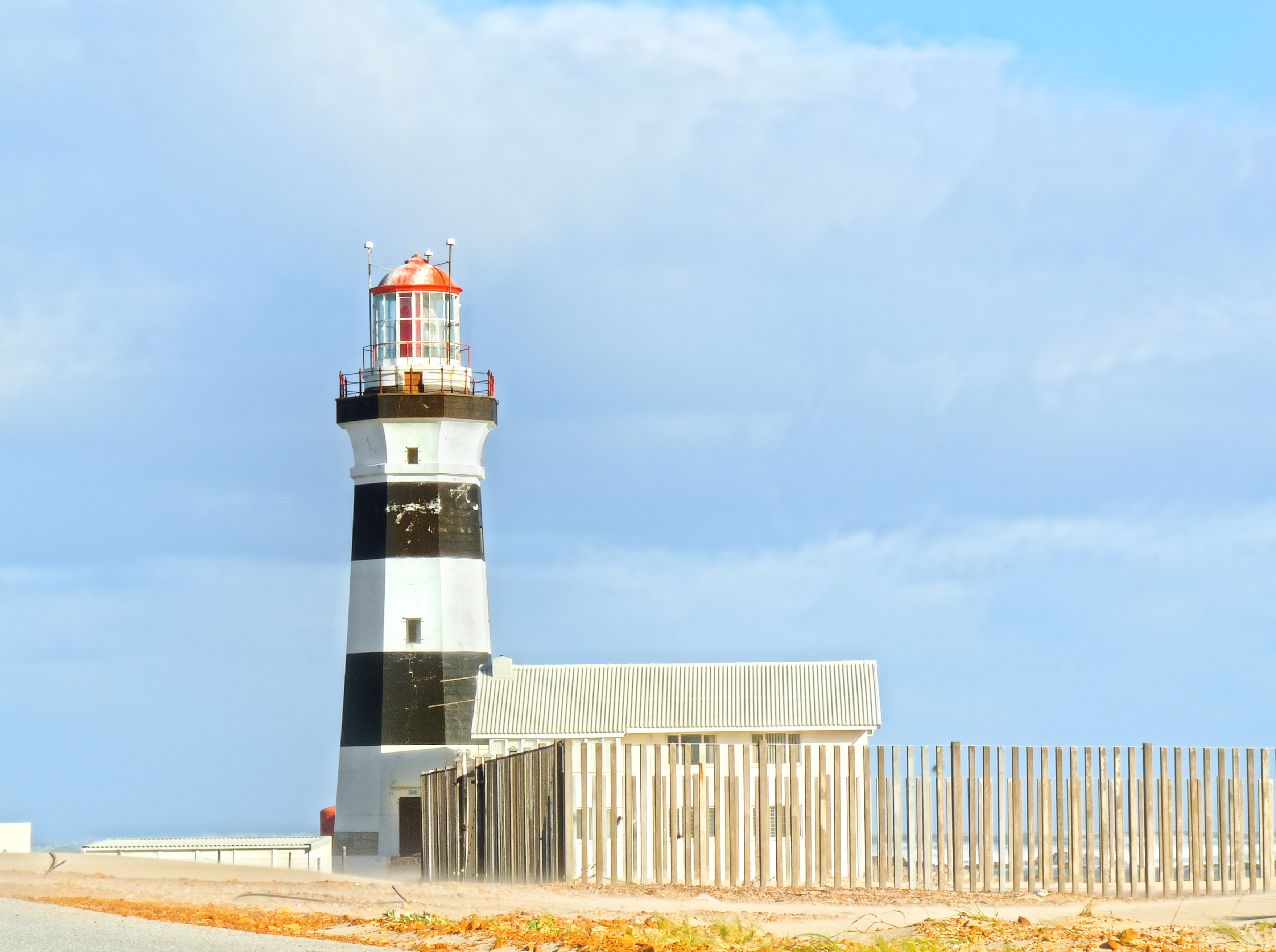
Kaap Recifevuurtoren